# 1908 في الولايات المتحدة
فيما يلي قوائم الأحداث التي وقعت خلال عام 1908 في الولايات المتحدة.

## سياسة

### تعيين في المنصب
- 1 أبريل – ادوين إل. نوريس حاكم مونتانا [الإنجليزية]‏.
- 1 يوليو – لوقا إدوارد رايت وزير حرب الولايات المتحدة.
- 1 ديسمبر – ترومان هاندي نيوبيري الأمين العام.

### انتهاء فترة المنصب
- 1 يناير – كالفين كوليدج عضو مجلس نواب ماساتشوستس.
- 21 يناير – إدوارد كاسبر ستوكس حاكم نيو جيرسي [الإنجليزية]‏.
- 22 مايو – جون سباركس حاكم نيفادا  [لغات أخرى]‏.
- 30 يونيو – ويليام هوارد تافت وزير حرب الولايات المتحدة.

## ظهور
- 1 يناير – كريسشان ساينس مونيتور

## كتب
من الكتب التي صدرت هذه السنة في الولايات المتحدة:
- 1 يناير – العقب الحديدية من تأليف جاك لندن.
- 1 يناير – دوروثي وساحر أوز من تأليف ليمان فرانك بوم.
- 15 أكتوبر – الأسرة بأكملها من تأليف أليس براون، Edith Franklin Wyatt [الإنجليزية]‏، ماري إليانور ويلكينز فريمان، ماري ستيوارت كاتينغ، هنري جيمس، جون كيندريك بانجس، إليزابيث جوردن، ماري هيتون فورس، إليزابيث ستيوارت فلبس وارد، وليام دين هاولز، هنري فان ديك جونيور، Mary Raymond Andrews [الإنجليزية]‏.

## مواليد

### يناير
- 1 يناير – ايرفينغ فيسك كاتب أمريكي.
- 10 يناير – فرانسيس ريان لاعب كرة قدم أمريكي.
- 13 يناير – ايرل ويلر
- 14 يناير – دوروثي أندروس لاعبة كرة مضرب من الولايات المتحدة.
- 16 يناير – إيثيل ميرمان

### فبراير
- 6 فبراير – مايكل مالتيز
- 9 فبراير – جاكي فيلدز ملاكم من الولايات المتحدة الأمريكية.
- 11 فبراير – دون كيرخام فيزيائي أمريكي.
- 18 فبراير – كريستوفر باتالينو ملاكم من الولايات المتحدة الأمريكية.
- 24 فبراير – تيلفورد تايلور محامي أمريكي.
- 26 فبراير – تيكس أيفري

### مارس
- 22 مارس – موريس ستانس محاسب من الولايات المتحدة الأمريكية.
- 24 أبريل – مارسيلين داي

### أبريل
- 1 أبريل – أبراهام ماسلو عالم نفس أمريكي.
- 2 أبريل – بادي إبسن
- 5 أبريل – بيت ديفيس
- 10 أبريل – هاري ديفيد بيلك مهندس من الولايات المتحدة الأمريكية.
- 15 أبريل – ليتا غراي ممثلة أمريكية.
- 21 أبريل – بيتر بيتراس لاعب كرة قدم أمريكي.
- 24 أبريل – مارسيلين داي
- 25 أبريل – إدوارد مورو صحفي من الولايات المتحدة الأمريكية.
- 30 أبريل – إيف أردن

### مايو
- 2 مايو – ويليام باكويل
- 11 مايو – بيتي بويد
- 20 مايو – جيمس ستيوارت
- 23 مايو – جون باردين
- 25 مايو – ثيودور رويثك شاعر أمريكي.
- 30 مايو – ميل بلانك
- 31 مايو – دون أميتشي ممثل أمريكي.

### يونيو
- 6 يونيو – وليام جوزيف لينش سياسي أمريكي.
- 9 يونيو – روبرت كامينغز
- 17 يونيو – فرانك سولاي ممثل أمريكي.
- 21 يونيو – مارجوري غلادمان لاعبة كرة مضرب أمريكية.
- 25 يونيو – ويلارد فان أورمان كواين
- 29 يونيو – ليروي أندرسون ملحن أمريكي.

### يوليو
- 2 يوليو – ثورغود مارشال
- 4 يوليو – تشيستر غان ممثل أمريكي.
- 7 يوليو – جو بنيامين
- 8 يوليو – لويس جوردن
- 8 يوليو – نيلسون روكفلر سياسي أمريكي.
- 12 يوليو – ميلتون بيرل
- 15 يوليو – ماكس فيشر
- 22 يوليو – كلير فالكنشتاين فنانة أمريكية.
- 25 يوليو – جاك جيلفورد
- 27 يوليو – نانسي هاميلتون ممثلة أمريكية.

### أغسطس
- 6 أغسطس – هيلين جاكوبز لاعبة كرة مضرب من الولايات المتحدة.
- 8 أغسطس – آرثر غولدبرغ
- 10 أغسطس – بيلي غونسالفيس لاعب كرة قدم أمريكي.
- 15 أغسطس – اوتو كيرنر، الابن سياسي أمريكي.
- 25 أغسطس – والتر بورك ممثل أمريكي.
- 27 أغسطس – ليندون جونسون سياسي أمريكي.
- 30 أغسطس – ديفيد كلارك ممثل أمريكي.
- 30 ديسمبر – أغسطس بلمونت الرابع
- 31 أغسطس – ويليام سارويان كاتب أمريكي.

### سبتمبر
- 4 سبتمبر – ريتشارد رايت
- 5 سبتمبر – هنري إتش فاولر سياسي أمريكي.
- 5 سبتمبر – وليم حاوي سياسي لبناني.
- 7 سبتمبر – مايكل دبغي
- 13 سبتمبر – كارل شاي لاعب كرة سلة من الولايات المتحدة الأمريكية.
- 16 سبتمبر – نيل ريغان
- 27 سبتمبر – إيرني شاف ملاكم من الولايات المتحدة الأمريكية.

### أكتوبر
- 6 أكتوبر – كارول لومبارد ممثلة أمريكية.
- 10 أكتوبر – يوجين رلى سياسي أمريكي.
- 13 أكتوبر – روبلي كوك وليامز
- 24 أكتوبر – بريستون بلير
- 25 أكتوبر – بولي آن يونغ ممثلة أمريكية.
- 26 أكتوبر – فريد غراهام ممثل أمريكي.
- 27 أكتوبر – لي كراسنر فنانة أمريكية.

### نوفمبر
- 1 نوفمبر – جيمس سميث ضابط من الولايات المتحدة الأمريكية.
- 6 نوفمبر – توني كانزونيري ملاكم من الولايات المتحدة الأمريكية.
- 12 نوفمبر – سيدني وليام بيجو عالم نفس أمريكي.
- 14 نوفمبر – جوزيف مكارثي سياسي أمريكي.
- 19 نوفمبر – ألان باكستر ممثل أمريكي.
- 20 نوفمبر – إلسا بنهام ممثلة أمريكية.

### ديسمبر
- 1 ديسمبر – هيلين بادجلي
- 2 ديسمبر – روبرت سيمون
- 4 ديسمبر – ألفرد هيرشي كيميائي أمريكي.
- 8 ديسمبر – جون أنتوني فولبي سياسي أمريكي.
- 11 ديسمبر – إليوت كارتر ملحن أمريكي.
- 11 ديسمبر – سالي إيلرز ممثلة أمريكية.
- 16 ديسمبر – لويس أوتو وليامز عالم نبات أمريكي.
- 17 ديسمبر – ويلارد ليبي
- 20 ديسمبر – دينيس مورغان ممثل أمريكي.
- 28 ديسمبر – ليو أيريس ممثل أمريكي.
- 30 ديسمبر – أغسطس بلمونت الرابع

## وفيات

### يناير
- 1 يناير – وليام د. كولمان (مواليد 1842) سياسي ليبيري.
- 3 يناير – تشارلز أوغسطس يونج (مواليد 1834) عالم فلك أمريكي.
- 19 يناير – تشارلز سميث إيموري (مواليد 1842) دبلوماسي أمريكي.

### مايو
- 22 مايو – جون سباركس (مواليد 1843) سياسي أمريكي.
- 28 مايو – ويلبر فيسك لونت (مواليد 1848) قاضي من الولايات المتحدة الأمريكية.

### يونيو
- 10 يونيو – وليام سانت جون فورمان (مواليد 1847) سياسي أمريكي.
- 24 يونيو – جروفر كليفلاند (مواليد 1837) رئيس أمريكي سابق في ولايتين منفصلتين.

### يوليو
- 3 يوليو – جويل تشاندلر هاريس (مواليد 1848)

### أكتوبر
- 26 أكتوبر – جون ميلر (مواليد 1843)
- 30 أكتوبر – كارولين بستر شيرميرهورن أستور (مواليد 1830)